# Гококу-дзиндзя
Гококу-дзиндзя (яп. 広島護国神社) — синтоистский храм в Хиросиме, в Японии.
Первоначальный храм был основан в 1868 году, в первый год периода Мэйдзи, в Футабаносато (яп. 二葉の里), в Хиросиме. Святилище было основано для поминовения жертв Хиросимы во время войны Босин.
В 1934 году храм был демонтирован и перемещен. На его месте был построен Муниципальный стадион Хиросимы. В 1939 году название святилища было изменено на Хиросима Гококу-дзиндзя.
В 1945 году храм был разрушен во время атомной бомбардировки города. Сохранились лишь одни тории из трёх ворот храма. В 1965 году святилище было восстановлено в замке Хиросима на пожертвования местных жителей.
Хиросима Гококу-дзиндзя является одним из самых популярных мест празднования Хацумодэ и Сити-го-сан в Хиросиме.